# NGC 7446
NGC 7446 é uma galáxia elíptica (E) localizada na direcção da constelação de Andromeda. Possui uma declinação de +39° 05' 00" e uma ascensão recta de 22 horas, 59 minutos e 28,9 segundos.
A galáxia NGC 7446 foi descoberta em 23 de Outubro de 1878 por Édouard Jean-Marie Stephan.